# IAI Searcher
IAI Searcher (hebr. חוגלה hugla) bespilotna je izviđačka letjelica koju je tijekom 1980-ih razvila izraelska avio industrija Israel Aircraft Industries (IAI). Searcher je kroz 1990-e zamijenio bespilotne letjelice IMI Mastiff i IAI Scout u izraelskoj vojsci.
Razvijene su tri inačice i to: Searcher I, Searcher II i Searcher III.

## Dizajn
Letjelica Searcher izgleda identično kao modeli Scout i Pioneer ali je vizualno dva puta veća od Scouta. Searchera pokreće klipni motor snage 35 kW (47 KS). Tehnički, avion ima poboljšanu avioniku i senzorski sustav te veću letnu izdržljivost. Izrađen je od kompozitnih materijala kako bi smanjio radarski odraz.
Uz Izrael kao primarnog korisnika, IAI Seracher se izvozio te je trenutno u službi brojnih oružanih snaga diljem svijeta.

## Inačice
- Searcher I: primarna inačica dužine 5,10 m. Predstavljena je 1992. te je iste godine stavljena u izraelsku uporabu.

- Searcher II: nešto duži avion u odnosu na svojeg prethodnika (5,85 m). Ima ugrađen novi motor i navigacijski sustav dok je komunikacijski sustav unaprijeđen. Zbog toga Searcher II ima dolet od 250 do 350 km (ovisno o inačici) te izdržljivost od 15 sati leta. Može letjeti na visini od 6.096 m, težak je 426 kg te ima nosivost od 45 kg. Letjelica može uzletjeti s piste ili pomoću rakete a njezino podvozje je fiksno. Koristi četverotaktni klipni motor snage 54 kW (73 KS). Može držati kontakt s podzemnom upravljačkom stanicom do 200 km udaljenosti te raditi u nepovoljnim vremenskim utjecajima. U slučaju gubitka kontakta uključuje se autopilot koji samostalno vodi letjelicu do točke polijetanja. Ta inačica ušla je u izraelsku službu 1998. godine.

- Searcher III: nastao je kao poboljšana inačica Searchera II zbog ugovornih specifikacija sa španjolskom vojskom. Tako ovaj model ima veći domet te u kontaktu s kontrolnom stanicom može biti i na udaljenosti od 300 km. Maksimalno provedeno vrijeme u zraku iznosi 20 sati uz max. visinu leta od 7.010 m. Ovaj Searcher je od svojeg prethodnika teži svega deset kilograma ali ima gotovo trostruko veću nosivost od 120 kg. Poboljšanja su uvedena i na području razine buke prilikom leta kako bi se smanjila akustična detekcija.

## Korisnici
- Izrael: izraelske zračne snage (primarni korisnik). U službi je 200 Searchera I i II. Korišteni su u borbama protiv Hezbollaha u Libanonu te u Pojasu Gaze.
- Azerbajdžan: azerbajdžansko ratno zrakoplovstvo.[2]
- Cipar: ciparske zračne snage prema izvještajima koriste dva Searchera 2 koji su dostavljeni 2002.
- Ekvador: ekvadorska ratna mornarica je kupila četiri Searchera 2 za 22 milijuna Američki dolar|USD.[3] Jedna letjelica je stacionirana u mornaričkoj bazi u Manti.[4]
- Indija: više od 100 Searchera 2 je u uporabi indijskih zračnih snaga i ratne mornarice. Letjelice su kupljene za ukupno 750 milijuna USD.[5] 7. lipnja 2002. je pakistanski F-16 oborio jednu letjelicu kod Kasura nakon što je prešla indijsku granicu. Searcher je tada pogođen raketom AIM-9L.[6]
- Indonezija
- Istočni Timor
- Južna Koreja: južnokorejska vojska.
- Rusija
- Singapur: singapurske zračne snage.[7]
- Španjolska: španjolska vojska koristi tri Searchera II i jedan Searcher III. Sva četiri zrakoplova su plaćena s 14,37 milijuna eura. U rujnu 2009. kupljena je još jedna letjelica za 5,3 milijuna eura kako bi se njome zamijenila letjelica koja je oštećena u Afganistanu.
- Tajland
- Turska: turske zračne snage su od Izraela kupile jedan Searcher II nakon što su izgubile vlastiti IAI Heron tijekom misije u Kurdistanu.[8]

## Tehničke karakteristike (Searcher II)
Osnovne karakteristike
- posada: 0
- kapacitet: 45 kg
- dužina: 5,85 m

Letne karakteristike
- najveća brzina: 198 km/h (123 mph)
- dolet: 250 - 350 km
- najveća visina leta: 6.096 m
- motor: 1× četverotaktni klipni motor

## Vanjske poveznice
- Searcher III
- Defense-update.com
- Vectorsite.net